# Joseph Le Moyne de Sérigny
Joseph Le Moyne, signore di Sérigny (Montréal, 22 luglio 1668 – Rochefort, 12 settembre 1734), è stato un militare francese.
Figlio di Charles Le Moyne, seguì le orme del padre entrando nel 1686 nella marina francese; sua prima destinazione fu Rochefort, in Francia, dove aveva sede la Flotte du Ponant.
Nel 1689, conoscendo la lingua degli Irochesi, scortò da Marsiglia a La Rochelle alcuni di essi, prigionieri di ritorno in Canada. Il 1º gennaio 1692 fu promosso tenente di vascello e cavaliere dell'Ordine di San Luigi.
Nel 1694, Joseph e il fratello Pierre s'imbarcarono per l'America. A Québec, reclutarono dei soldati di marina per combattere nella baia di Hudson e riconquistare i territori strappati agli inglesi dieci anni prima dal capitano Pierre de Troyes, ma da allora riconquistati dai nemici. Presero con successo il fort Bourbon (ribattezzato Fort York dai britannici).
Tornato in Francia nel 1695, ripartì l'anno seguente per la baia di Hudson, con l'ordine di
rifornire il Fort Bourbon. Nel frattempo il forte era stato ripreso dagli inglesi: Joseph Le Moyne de Sérigny lo riconquistò ancora una volta, inducendo gli inglesi ad arrendersi senza combattere.
Nel 1699 ricevette l'ordine di condurre una fregata ad evacuare il fort Bourbon ceduto agli inglesi in cambio di alcuni posti fortificati nella baia di James, secondo il Trattato di Ryswick del 1697.
Nel 1701 si recò nella Louisiana francese col fratello Pierre.
Nel 1706 partecipò ad alcune campagne militari contro il nemico inglese nelle Antille.
Nel 1719 combatté contro gli spagnoli e prese possesso della baia di Pensacola in Louisiana.
Nel 1723 tornò in Francia e fu nominato governatore di Rochefort, funzione che ricoprì sino alla morte, il 12 settembre 1734.
Era il suocero di Louis-Philippe de Rigaud de Vaudreuil, che ne aveva sposato la figlia, Elisabetta-Caterina.